# Хорді Калафат
Хорді Калафат (ісп. Jordi Calafat, 27 червня 1968) — іспанський яхтсмен.
Олімпійський чемпіон 1992 року в класі 470.